# Sin fin
Sin fin és una pel·lícula de drama romàntic espanyola escrita i dirigida pels germans César i José Esteban Alenda, la seva opera prima.

## Sinopsi
Javier viatja en el temps per a reescriure el seu últim dia al costat de María, l'amor de la seva vida. Recorda i reviu amb ella el moment en què es van conèixer anys enrere, per a aconseguir que María torni a ser la noia alegre i riallera de la qual una vegada es va enamorar… i de la que es tornarà a enamorar.

## Repartiment
- Javier Rey	...	Javier
- María León	...	María
- Juan Carlos Sánchez	...	Javier (70)
- Mari Paz Sayago	...	Mari Carmen
- Paco Ochoa	...	Antonio
- Roberto Campillo	...	Pedrito
- Asencio Salas	...	Abuelo
- Paco Mora	...	Charly
- Cristian Gamero	...	Lucas

## Premis i nominacions
Festival de Màlaga
| Categoria                        | Nominats                    | Resultat   |
| -------------------------------- | --------------------------- | ---------- |
| Millor opera prima               | César i José Esteban Alenda | Guanyadors |
| Premi blogos de Oro              | César i José Esteban Alenda | Guanyadors |
| Premi Signis                     | César i José Esteban Alenda | Guanyadors |
| Bisnaga de plata al millor actor | Javier Rey                  | Guanyador  |

XXXIII Premis Goya
| Categoria              | Nominats                    | Resultat |
| ---------------------- | --------------------------- | -------- |
| Millor director novell | César i José Esteban Alenda | Nominats |

74a edició de les Medalles del Cercle d'Escriptors Cinematogràfics
| Categoria                 | Nominats                    | Resultat |
| ------------------------- | --------------------------- | -------- |
| Millor direcció revelació | César i José Esteban Alenda | Nominats |